# Konstanty Wojtaszczyk
Konstanty Adam Wojtaszczyk (ur. 10 kwietnia 1952 w Bachorzy) – polski politolog i prawnik, profesor nauk humanistycznych, specjalista z zakresu integracji europejskiej, wykładowca Wydziału Nauk Politycznych i Studiów Międzynarodowych Uniwersytetu Warszawskiego, b. prorektor UW. 

## Życiorys
Absolwent Wydziału Prawa i Administracji UW (1975). W latach 1976–2009 pracownik naukowy Instytutu Nauk Politycznych Wydziału Dziennikarstwa i Nauk Politycznych, m.in. kierownik Zakładu Instytucji Europejskich, a w latach 1998-2001 dyrektor tego Instytutu. W latach 2005–2008 prorektor ds. studenckich UW. W latach 2009–2012 kierownik Katedry Europeistyki WDiNP Uniwersytetu Warszawskiego, a w latach 2012–2019 Dyrektor Instytutu Europeistyki WDiNP UW, od 2016 w ramach Wydziału Nauk Politycznych i Studiów Międzynarodowych. Od 2019, po reorganizacji WNPiSM i likwidacji instytutów, w Katedrze Prawa i Instytucji Unii Europejskiej WNPiSM (do 2021 jako kierownik). 
Od 1997 profesor zwyczajny nauk humanistycznych. W 2011 został członkiem Komitetu Nauk Politycznych Polskiej Akademii Nauk. Był członkiem Centralnej Komisji do Spraw Stopni i Tytułów na kadencję 2017–2020. Promotor 29 rozpraw doktorskich. 
Od lat 90. XX wieku pełni funkcję przewodniczącego Komitetu Głównego Olimpiady Wiedzy o Polsce i Świecie Współczesnym. Zawodowo jest bądź w przeszłości był związany z wieloma uczelniami w Polsce:
- Wyższa Szkoła Humanistyczna im. Aleksandra Gieysztora w Pułtusku (m.in jako dziekan)
- Uniwersytet Kardynała Stefana Wyszyńskiego w Warszawie
- Wojskowa Akademia Techniczna
- Wyższa Szkoła Humanistyczno-Ekonomiczna w Łodzi
- Uniwersytet Warszawski
- Uniwersytet Komisji Edukacji Narodowej w Krakowie

## Wybrane publikacje
- Społeczeństwo i polityka, podstawy nauk politycznych
- Encyklopedia Unii Europejskiej
- Wiedza o społeczeństwie, podręcznik do szkoły średniej
- Współczesne systemy polityczne
- Integracja europejska. Wstęp
- Studia europejskie. Zagadnienia metodologiczne
- Polska droga do euro